# Cylia Malki
 (mars 2023).
Si vous disposez d'ouvrages ou d'articles de référence ou si vous connaissez des sites web de qualité traitant du thème abordé ici, merci de compléter l'article en donnant les références utiles à sa vérifiabilité et en les liant à la section « Notes et références ».
Cylia Malki est une actrice française née le 19 février 1975 à Meudon.

## Biographie
Cylia Malki fait ses premiers pas sur scène au sein de la troupe de Robert Kimmich, entre 1987 et 1992. Après un stage au cours Florent en 1991 et trois ans d'études d'art dramatique sous la direction de Véronique Nordey, elle rejoint les rangs du Conservatoire national supérieur d'art dramatique en 1996 dont elle ressort diplômée en 1999.
Elle débute sur les planches dès 1990 et au cinéma en 1996 via des petits rôles dans Déjà mort et Monsieur Naphtali. Mehdi Charef la met plus en avant en lui confiant le rôle d'une des subordonnées de Marie-Line en 1999, puis au premier plan en lui offrant le rôle principal de La Fille de Keltoum, le parcours initiatique d'une jeune femme qui retourne en Algérie, sur les traces de sa mère.
Les réalisateurs Emmanuel Carrère ou Olivier Dahan lui confient également des rôles dans La Moustache ou encore dans La Môme. 
En 2009, elle joue le rôle de Nadia Slimani dans la série de Canal+ Reporters, qui remporte le FIPA d'or du Meilleur scénario, catégorie Séries et feuilletons.

## Filmographie

### Cinéma
- 1998 : Déjà mort : Chloé
- 1999 : Monsieur Naphtali : Vanessa
- 2000 : Scènes de crimes
- 2000 : Marie-Line : Laurence
- 2001 : Le Petit Poucet : Le bras droit de Jambe-de-Fer
- 2002 : La Fille de Keltoum de Mehdi Charef  : Rallia
- 2002 : La Vie promise d'Olivier Dahan
- 2002 : Brocéliande de Doug Headline : Iris
- 2003 : Violence des échanges en milieu tempéré de Jean-Marc Moutout :  Éva
- 2005 : La Moustache d'Emmanuel Carrère : Samira
- 2006 : La Môme d'Olivier Dahan : Philipo
- 2014 : Qu'Allah bénisse la France d'Abd Al Malik
- 2014 : Enfin des bonnes nouvelles de Vincent Glenn
- 2018 : Doubles Vies d'Olivier Assayas
- 2020 : À cœur battant de Laurent Caujat

### Courts-métrages
- 2007 : Le haori de soie mauve de Sarah Sadki : Véra
- 2008 : Café Cacahuète de Stephen Girasuolo : Lola
- 2009 : La ménagerie de Betty de Isabelle Mayor : Céline
- 2009 : Adam de Christian Delavie : Cécile
- 2013 : Carpe Diem de Bertrand Treuil : Her

### Télévision
- 1993 : Seconde B de Didier Albert : Lara
- 1995 : Le Groom de Paul Racer : Astrid
- 1996 : Nos plus belles vacances de Bernard Dumont : Barbara
- 1997 - 1998 : Quai no 1 : Katia Simon (2 épisodes)
- 2000 : Les Jours heureux de Luc Béraud : Nathalie
- 2001 : Sauveur Giordano de Edouard Niermans, épisode "Noces de papier" : Nina
- 2001 : Roule routier de Marion Serrault : Cindy
- 2003 : Commissaire Valence : Sandra Solano
- 2005 : Louis la Brocante : épisode "Louis et le messager des sables"
- 2006 : Alex Santana, négociateur : Nadia
- 2006 : Nous nous sommes tant haïs de Frank Apprédéris
- 2007 : Sœur Thérèse.com : Caroline
- 2007 : PJ : Noémie
- 2008 : Scalp : Joëlle (8 épisodes)
- 2008 : Cellule Identité : Rox
- 2008 : Le juge est une femme : Nathalie Hamar
- 2008 : Famille d'accueil : Valou
- 2008 : Commissaire Valence : Sandra Solano
- 2008 : Flics : Annabelle (3 épisodes)
- 2009 : La Cour des grands  : Fanny
- 2009 : Boulevard du Palais  de Thiéry Petit : Yasmine Kerouane, procureur de la république (saisons 10 et  11, 4 premiers épisodes de la saison)
- 2009 : Reporters - rôle de Nadia Slimani (15 épisodes)
- 2011 : La Très excellente et divertissante histoire de François Rabelais d'Hervé Baslé : Catherine Dussoul
- 2014 : Section de recherches, saison 8, épisode 7 : Revers de fortune : Noémie Mermoz
- 2015 : Disparue de Charlotte Brandström : Anne
- 2016 : Candice Renoir : Sofia Gréco

### Réalisation
- 2018 : Le Peuple des Fleu de Cylia Malki, documentaire

## Théâtre
- 1998 : Henry VI et Richard III[1] (fragments) de William Shakespeare - mise en scène : Patrice Chéreau à la Manufacture des œillets (Ivry-sur-Seine)
- 2017 : Les Oranges d'Aziz Chouaki - Mise en scène : Isabelle Montoya - centre culturel Jacques Prévert à Aulnay-sous-Bois
- 2018 :Les Oranges d'Aziz Chouaki - Mise en scène : Hakim Djaziri - Théâtre du train bleu dans le OFF du festival d'Avignon[2]
- 2018 : Le Pouvoir d'Harold Pinter - Mise en scène : Robert Castle[3]